# Baryphyma
Baryphyma Simon, 1884 è un genere di ragni appartenente alla famiglia Linyphiidae.

## Distribuzione
Le sei specie oggi attribuite a questo genere sono diffuse nella regione olartica: una, la B. proclive è endemica dell'Italia e una, la B. insigne della Finlandia
Nell'Italia peninsulare, oltre l'endemismo citato, sono stati rinvenuti esemplari della B. trifrons (O. P.-Cambridge, 1863)

## Tassonomia
Considerato un sinonimo posteriore di Minyrioloides Schenkel, 1930, (contra Tanasevitch, 1982) che a sua volta era considerato un sinonimo posteriore di Porrhothrix Denis, 1945, secondo l'esame della specie tipo Entelecara trifrons (O. P.-Cambridge, 1863) dello stesso Denis nel 1947. Baryphyma è anche sinonimo posteriore di Acanthophyma Locket, Millidge & Merrett, 1974, dall'analisi della specie tipo Lasiargus gowerensis Locket, 1965 secondo un lavoro di Millidge del 1977.
Non risulta infine sinonimo posteriore di Praestigia Millidge, 1954 secondo uno studio degli aracnologi Marusik, Gnelitsa & Koponen del 2008 e contra un lavoro dello stesso Millidge del 1977.
A maggio 2011, si compone di sei specie e una sottospecie; secondo Tanasevitch, di due sole specie:
- Baryphyma gowerense (Locket, 1965) — Regione olartica
- Baryphyma insigne (Palmgren, 1976)[4] — Finlandia
- Baryphyma maritimum (Crocker & Parker, 1970)[5] — Europa
- Baryphyma pratense (Blackwall, 1861)[6] — dall'Europa alla Bielorussia
- Baryphyma proclive (Simon, 1884)[7] — Italia
- Baryphyma trifrons (O. P.-Cambridge, 1863)[8] — Regione olartica
  - Baryphyma trifrons affine (Schenkel, 1930) — Regione olartica

### Specie trasferite
- Baryphyma duffeyi (Millidge, 1954); trasferita al genere Praestigia Millidge, 1954, da un lavoro degli aracnologi Marusik, Gnelitsa & Koponen del 2008[1].
- Baryphyma groenlandicum (Holm, 1967); trasferita al genere Praestigia Millidge, 1954, da un lavoro degli aracnologi Marusik, Gnelitsa & Koponen del 2008[1].
- Baryphyma kulczynskii (Eskov, 1979); trasferita al genere Praestigia Millidge, 1954, da un lavoro degli aracnologi Marusik, Gnelitsa & Koponen del 2008[1].
- Baryphyma longitarsum (Emerton, 1882); trasferita al genere Micrargus Dahl, 1886, da un lavoro degli aracnologi Marusik, Gnelitsa & Koponen del 2008[1].
- Baryphyma pini (Holm, 1950); trasferita al genere Praestigia Millidge, 1954, da un lavoro degli aracnologi Marusik, Gnelitsa & Koponen del 2008[1].